# باشگاه فوتبال مکابی تل‌آویو
باشگاه فوتبال مکابی تل آویو (به عبری: מועדון כדורגל מכבי תל אביב) باشگاهی در شهر تل آویو، اسرائیل است.
این باشگاه در سال ۱۹۰۶ میلادی تأسیس شده است و در سالهای ۱۹۶۹ و ۱۹۷۱ به مقام قهرمانی جام باشگاه‌های آسیا دست یافت.

## افتخارات

### داخلی
- لیگ برتر فوتبال اسرائیل
  - قهرمان (۲۶):[۲] ۱۹۳۵–۳۶، ۱۹۳۶–۳۷، ۱۹۴۱–۴۲، ۱۹۴۶–۴۷، ۱۹۴۹–۵۰، ۱۹۵۱–۵۲، ۱۹۵۳–۵۴، ۱۹۵۵–۵۶، ۱۹۵۷–۵۸، ۱۹۶۶–۶۸، ۱۹۶۹–۷۰، ۱۹۷۱–۷۲، ۱۹۷۶–۷۷، ۱۹۷۸–۷۹، ۱۹۹۱–۹۲، ۱۹۹۴–۹۵، ۱۹۹۵–۹۶، ۲۰۰۲–۰۳، ۲۰۱۲–۱۳
- لیگ فوتبال تل آویو
  - قهرمان (۱):[۲] ۱۹۳۹[۳]
- جام حذفی فوتبال اسرائیل
  - قهرمان (۲۴)[۴] ۱۹۲۹، ۱۹۳۰، ۱۹۳۳، ۱۹۴۱، ۱۹۴۶، ۱۹۴۷، ۱۹۵۳–۵۴، ۱۹۵۴–۵۵، ۱۹۵۷–۵۸، ۱۹۵۸–۵۹، ۱۹۶۳–۶۴، ۱۹۶۴–۶۵، ۱۹۶۶–۶۷، ۱۹۶۹–۷۰، ۱۹۷۶–۷۷، ۱۹۸۶–۸۷، ۱۹۸۷–۸۸، ۱۹۹۳–۹۴، ۱۹۹۵–۹۶، ۲۰۰۰–۰۱، ۲۰۰۱–۰۲، ۲۰۰۴–۰۵
- توتو کاپ
  - قهرمان (۹) ۱۹۹۲–۹۳، ۱۹۹۸–۹۹، ۲۰۰۸–۰۹
- سوپر جام فوتبال اسرائیل
  - قهرمان (۸)[۵] ۱۹۶۴–۶۵، ۱۹۶۷–۶۸، ۱۹۷۶–۷۷، ۱۹۷۸–۷۹، ۱۹۸۷–۸۸
- جام لیلیان
  - قهرمان (۲) ۱۹۸۵–۸۶، ۱۹۸۶–۸۷

### آسیایی
- لیگ نخبگان آسیا
  - قهرمان (۲) ۱۹۶۸–۶۹، ۱۹۷۰–۷۱

### اروپایی
- لیگ قهرمانان اروپا
  - مرحله گروهی(۲): ۰۵–۲۰۰۴، ۱۶–۲۰۱۵
- لیگ اروپا
  - مرحله یک شانزدهم نهایی(۲): ۱۴–۲۰۱۳، ۲۱–۲۰۲۰
  - لیگ فاز(۱): ۲۵–۲۰۲۴
  - مرحله گروهی(۳): ۱۲–۲۰۱۱، ۱۷–۲۰۱۶، ۱۸–۲۰۱۷
- لیگ کنفرانس اروپا
  - مرحله یک شانزدهم نهایی(۱): ۲۴–۲۰۲۳
  - مرحله پلی آف حذفی(۱): ۲۲–۲۰۲۱